# يوليان ديرستروف
جوليان ديرستروف (بالألمانية: Julian Derstroff)‏ (5 يناير 1992 بتسفايبروكن في ألمانيا - ) هو لاعب كرة قدم ألماني في مركز الهجوم. شارك مع منتخب ألمانيا تحت 20 سنة لكرة القدم. أما مع النوادي، فقد لعب مع بوروسيا دورتموند 2 ونادي كايزرسلاوترن و1. FC Kaiserslautern II ‏ و1. FSV Mainz 05 II ‏.

## روابط خارجية
- يوليان ديرستروف على موقع قاعدة بيانات كرة القدم.إي يو (الإنجليزية)
- يوليان ديرستروف على موقع بيانات كرة القدم. دي إي (الألمانية)
- يوليان ديرستروف على موقع عالم كرة القدم.نت (الإنجليزية)
- يوليان ديرستروف على موقع AS.com (الإسبانية)